# أوليغ جيراسيمنكو
أوليغ جيراسيمنكو هو لاعب كرة قدم روسي في مركز الهجوم، ولد في 5 مايو 1990 في فارونيش في روسيا. لعب مع فاكل فارونيش ‏.